# بثشبع
بثشبع أو ابنة القسم (بالعبرية:  בַּת שֶׁ֫בַע) حسب الكتاب العبري هي ابنة إليعام أو عميئيل (أي «عمى الله») الذي كان أحد رجال الملك داود العظماء وابن أخيتوفل الذي كان يعد كبير مستشارين الملك داود من مدينة جيلوه أحد مدن سبط يهوذا. وفق الرواية اليهودية فقد كانت زوجة اوريا الحيثي ومن ثم أصبحت زوجة داود؛ الذي كان ملك مملكة إسرائيل. عُرفت بثشبع لِقصتها في الكتاب العبري حيث إستدعاها الملك داود ورآها تستحم فأعجب بها واشتهاها. لكن ينفي المعتقد الإسلامي هذه الرواية لأنها لم ترد في المصادر الإسلامية ولإيمان المسلمين بعصمة الأنبياء.
ويقول الكتاب العبري أنها كانت جميلة المنظر جداً (2 صم 11 : 2 – 4). احتال داود على قتل زوجها (2صم 11 : 6 – 17). وبعد مقتل أوريا أرسل داود وضمها إلى بيته وتزوجها (2 صم 11 : 17)، وقد أنجب منها أربعة بنين (2 صم 5 : 14، 1 أ خ 3 : 5) بعد موت الولد الأول الذي حبلت به من داود قبل زواجه منها (2 صم 12 : 14 ــ 24) وقد نجحت بثشبع بمعاونة النبي ناثان في منع أدونيا من اغتصاب عرش أبيه، وضمنت العرش لابنها سليمان (1 مل 1 : 11 – 46). وحاول أدونيا بعد ذلك أن يخدع بثشبع لتعاونه في أخذ أبيشج الشونمية زوجة له، ولكن سليمان كشف خداعه وأرسل بيد بنا ياهو بن يهوياداع فبطش به فمات (1 مل 2 : 13 – 25). ويقول التقليد اليهودي إن سليمان كتب الأصحاح الحادي والثلاثين من سفر الامثال تخليداً لذكرى أمه.وتذكر بثشبع أيضاً في سلسلة نسب يسوع، على انها «التي لأوريا» (مت 1 : 6).